# 逯斐
逯斐（1917年—1994年），原名王松黛，笔名郑珏、敏、陆斐、宋玳等，女，江苏无锡人，中国剧作家。